# Longterm Ecological Observatory

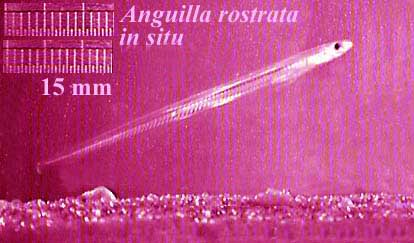
Glasaal durch das Onlinemikroskop ("in situ") des LEO-Projektes

Longtime Ecological Observatory (kurz LEO) ist ein Projekt vor der Küste von New Jersey (USA), unter der Initiative der Rutgers University, Institute of Marine and Coastal Sciences. Hierbei sollen, mit Hilfe von IT-Systemen, Prozesse im Ozean erfasst werden. Bereits installiert sind Sensoren zum Messen von Temperatur, Salzgehalt, Transmission, Licht, Dämpfung, Fluoreszenz, Druck und Strömung. 
Sobald technisch höhere Internet-Geschwindigkeiten möglich sind, soll es möglich sein, Plankton direkt online zu beobachten und zu bewerten. Erreicht werden soll dies mit quantitativen In-situ-Mikroskopen (ecoSCOPE), die Einblicke erlauben in die Meereswelt, wie zum Beispiel in die Geschichte der Aale.